# Piekielnik (gromada)
Piekielnik – dawna gromada, czyli najmniejsza jednostka podziału terytorialnego Polskiej Rzeczypospolitej Ludowej w latach 1954–1972.
Gromady, z gromadzkimi radami narodowymi (GRN) jako organami władzy najniższego stopnia na wsi, funkcjonowały od reformy reorganizującej administrację wiejską przeprowadzonej jesienią 1954 do momentu ich zniesienia z dniem 1 stycznia 1973, tym samym wypierając organizację gminną w latach 1954–1972.
Gromadę Piekielnik z siedzibą GRN w Piekielniku utworzono – jako jedną z 8759 gromad na obszarze Polski – w powiecie nowotarskim w woj. krakowskim, na mocy uchwały nr 27/IV/54 WRN w Krakowie z dnia 6 października 1954. W skład jednostki wszedł obszar dotychczasowej gromady Piekielnik ze zniesionej gminy Odrowąż w tymże powiecie. Dla gromady ustalono 13 członków gromadzkiej rady narodowej.
30 czerwca 1960 do gromady Piekielnik przyłączono wieś Bukowina Podszkle ze zniesionej gromady Bukowina-Podszkle.
Gromada przetrwała do końca 1972 roku, czyli do kolejnej reformy gminnej.